# 尋鑽寶
尋鑽寶，是美國出生的日本純種競賽馬匹。生涯於草地及泥地賽事均有活躍表現，曾勝出新西蘭盃、日本電視盃及彩之國浦和紀念等賽事，亦曾於九場一級賽中跑獲亞軍，為當時日本賽駒中的記錄。

## 出賽前
2001年3月1日出生於美國肯塔基州Jayeff B Stables，成長途中被馬主青山洋一購入並引入日本。
其後交由栗東訓練中心練馬師森秀行訓練。

## 競賽生涯

### 2歲
2003年12月6日出戰阪神競馬場2歲新馬戰，雖然於比賽途中維持穩定的節奏，但於直路未能突破下以第五落敗。
3星期後出戰2歲未勝利戰，本次比賽採取領放戰術下一直於前方維持優勢，進入直路後繼續加速之下成功帶離後方，最終以1 1/2拉開對手取得首勝。

### 3歲
進入2004年，其首戰選擇為公開賽番紅花錦標，再度一放到底之下以1 1/2馬位優勢戰勝對手，成功達成連勝。
2月28日出戰雅靈頓盃，由於前方J Boy以更為主動的勢頭搶佔位置，尋鑽寶選擇於其後方第二的位置逐步推進。進入直路後，其隨即加速透出並輕鬆超越對手取得領先，及後繼續保持衝勢下成功壓制同樣前置的Calypso Punch，最終成功奪得首個分級賽冠軍。
其後出戰新西蘭盃，賽前因為近績優秀取得第一人氣。比賽開始後，其並未和雅靈頓盃一樣搶前，而是維持於中團的位置穩步推進，並於比賽途中一直維持於有遮擋的姿態。進入直路後，其以優秀的反應嚮應騎師武豐的指揮由馬群中央衝出，最終爆發出優秀末腳速度下成功超越所有對手，以四連勝的姿態取得第二個分級賽冠軍。
5月按照計劃以NHK一哩賽作為目標，並尋求達成母子制霸的偉業。然而於比賽途中，其採取居中戰術下未能於直路順利提速上前，最終能跑獲第七的戰績。
進入夏季，陣營決定安排其前往歐洲遠征，先於英國出戰七月盃再轉戰法國的紀爾斯大賽，但最終分別以第十二及第十五大敗。
回國稍為休養後，其以栃木七葉樹盃作為復出戰，採取先行戰術下於直路一度透出，但最終稍為力弱下被衝出的真善美及Bamboo Boca超越以第三完賽。
年末出戰兵庫金盃，本次比賽其繼續採用前置的方式推進，並於最後彎道開始透出發力加速。進入直路後，其於中檔位置保持穩定的走勢，於中段超越領放馬露寶積後繼續衝刺，最終亦能抵擋真善美的追擊，成功擊敗此對同主馬下取得冠軍。

### 4歲
2005年首戰即為一級賽川崎紀念，並改為橫山典弘策騎。比賽開始後，其重拾3歲早期採用的領放戰術，迅速貼欄並帶領馬匹前進，於第三彎道時受到變奏上前的時間悖論影響下亦未放棄領先的優勢。進入直路後，其隨即於內欄位置和身邊的時間悖論展開激烈的纏鬥，可惜被對手壓制下以頸位差距落敗。
2月重返中央以二月錦標為目標，於柏兆雷策騎下選擇先行戰術在前獲約莫第三、四的位置展開推進，但於進入直路後仍然未能對領放的名將球手造成任何威脅，最終以第二完賽。
3月出戰地方三級賽黑船賞作為調整，然而一直維持於後方位置下於直路未能突破圍困，最終以第九大敗。
其後陣營安排其重返草地賽事並遠征新加坡，以新加坡航空國際盃作為目標，但於比賽途中仍然未能調整狀態，最終僅以第七的戰績完賽。
返回日本後隨即進入休養，並於10月在一哩冠軍南部盃復出。比賽開始後，其選擇於第二的位置展開推進，於比賽途中一直緊町前方的烏托邦。進入直路後，其嘗試開步展開衝刺並迫近前方的對手，但一直未能接近之下被逐步彈離，最終以1 1/4馬位取得第三個一級賽亞軍。
11月3日更接挑戰日本育馬場盃經典賽，然而於最後彎道稍為墮後之下未能於直路挽回局面，最終以第六的戰績落敗。
3星期後再度挑戰一級賽，出戰日本盃泥地大賽。比賽開始後，其以前置的方式展開賽事，雖然於比賽途中節奏有所變化，但一直都維持於第二、三左右的位置。進入直路後，其迅速加速超越前方的領放馬烏托邦一度取得領先，但於直路中段未能抵擋外檔來襲的雷神精靈的壓力下逐步被對手追近，最終於終點線前被追過，以鼻位差距落敗取得第二。
年末以東京大賞典作為本年度最後一場賽事，比賽途中維持於約莫第四、五的位置下於直路開始加速，雖然展現出不俗的勢頭，但於領放馬三雄判令仍然維持餘力下無法對其造成威脅，最終被對手拉開1 1/2馬位落敗。

### 5歲
2006年再度以川崎紀念作為首戰，本次比賽其繼續採取先行策略，但於直路重現上年度時的情況，未能迫近三雄判令下被對方一放到底，以頸位差距第二度敗於對手蹄下取得亞軍。
其後亦繼續以二月錦標的路程征戰，維持於先頭位置下雖然於直路表現出不俗的勢頭一度領先，然而隨即被外檔轟出優秀末腳速度的雷神精靈超越並拉開，最終以3馬位差距落敗得第二，為其連續第四場其、生涯第七場的一級賽亞軍。
休養近半年後於9月的日本電視盃作為復出戰，維持於先頭戰術下於第三、四彎道更主動上前，超越前方的對手進佔領先位置。進入直路後，其隨即守住內欄好位展開衝刺，最終以3/4馬位擊敗星之王取得睽違1年9個月的勝利。
10月9日出戰一哩冠軍南部盃，因為於日本電視盃的實績而取得第一人氣。然而於比賽途中，其以採取先行戰術的情況下在過彎時候稍微墮後，於直路上一直被對手壓制，最終以第四落敗。
11月3日出戰日本育馬場盃經典賽，維持於中團靠前的位置下於第二彎道稍微向前，於第三彎道再度墮後至第六，但於第四彎道再度發力上前進佔位置。進入直路後，其於中檔位置展開衝刺，雖然得以跑出優秀的末腳速度，但仍然未能追上領放馬時間悖論，最終再度落敗並第八度於一級賽取得亞軍。
11月25日以日本盃泥地大賽作為目標，繼續採取前置策略下於直路尋找到有利位置進行加速，雖然一直維持不俗的勢頭，但最終仍然被3歲的新進馬Alondite超越，第九度於一級賽跑獲亞軍。
年末出戰東京大賞典，原本維持於第二的位置，但於對面直路在步速偏慢的情況下自行領放，並以領先姿態進入直路。進入直路後，其雖然嘗試維持走勢，但最終力弱之下被Blue Concorde及Koolinger超越取得第二。

### 6歲
2007年其未有出戰川崎紀念下以二月錦標作為首戰，然而以第九落敗，於6月的帝王賞中亦未能跑出表現，僅能取得第五的戰績。
入秋後，其於初段仍然維持低迷的表現，在日本育馬場盃經典賽中一路墮後下最終以第六落敗。
其後原本打算再度挑戰日本盃泥地大賽，但避戰之下改以彩之國浦和紀念作為目標。比賽開始後，其隨即搶佔位置展開領放，但於通過第二彎道後隨即放慢，讓出前方的位置予King's Zone及Top Sabaton，自身則保持於第三的位置。進入直路後，其嘗試於中檔位置展開加速，最終成功之下跑出不俗的勢頭，以頸位優勢壓贏Loose Limbed取得勝利。
年末出戰東京大賞典，於大爛地下選擇領放戰術，但於直路上未能維持自身的優勢，最終僅以第六完賽。
賽後，陣營決定安排其退役，並於翌年1月16日取消日本中央競馬會的賽駒註冊。

### 詳細賽績
| 日期       | 舉辦國家 | 馬場   | 距離   | 級別     | 賽事名稱           | 負重 | 騎師     | 馬號 | 出馬 | 名次 | 時間     | 頭馬（二馬）           |
| ---------- | -------- | ------ | ------ | -------- | ------------------ | ---- | -------- | ---- | ---- | ---- | -------- | ---------------------- |
| 6/12/2003  | 日本     | 阪神   | 草1400 |          | 2歲新馬            | 55   | 武豐     | 4    | 12   | 5    | 1:23.5   | Silver Zetto           |
| 27/12/2003 | 日本     | 阪神   | 草1400 |          | 2歲未勝利          | 55   | 武豐     | 9    | 16   | 1    | 1:22.2   | （Spinning Noir）      |
| 31/1/2004  | 日本     | 東京   | 草1400 | OP       | 番紅花錦標         | 56   | 武豐     | 9    | 9    | 1    | 1:22.2   | （Fusaichi Hokutosei） |
| 28/2/2004  | 日本     | 阪神   | 草1600 | GIII     | 雅靈頓盃           | 56   | 武豐     | 5    | 14   | 1    | 1:35.8   | （Calypso Punch）      |
| 10/4/2004  | 日本     | 中山   | 草1600 | GII      | 新西蘭盃           | 56   | 武豐     | 3    | 16   | 1    | 1:33.5   | （Nice Top Boy）       |
| 9/5/2004   | 日本     | 東京   | 草1600 | GI       | NHK一哩賽          | 57   | 武豐     | 5    | 18   | 7    | 1:34.1   | 夏威夷王               |
| 8/7/2004   | 英國     | 新市場 | 草1200 | GI       | 七月盃             | 56.5 | 武豐     | 1    | 20   | 11   | 1:12.4   | 葡萄汽酒               |
| 8/8/2004   | 法國     | 多維爾 | 草1300 | GI       | 紀爾斯大賽         | 56   | 武豐     | 17   | 18   | 15   | 1:17.5   | Somnus                 |
| 7/12/2004  | 日本     | 宇都宮 | 泥1400 | 地方GIII | 栃木七葉樹盃       | 56   | 武豐     | 8    | 12   | 3    | 1:27.1   | 真善美                 |
| 28/12/2004 | 日本     | 園田   | 泥1400 | 地方GIII | 兵庫金盃           | 57   | 武豐     | 3    | 12   | 1    | 1:27.3   | （露寶積）             |
| 26/1/2005  | 日本     | 川崎   | 泥2100 | 地方GI   | 川崎紀念           | 56   | 橫山典弘 | 12   | 12   | 2    | 2:14.2   | 時間悖論               |
| 20/2/2005  | 日本     | 東京   | 泥1600 | GI       | 二月錦標           | 57   | 柏兆雷   | 7    | 15   | 2    | 1:34.9   | 名將球手               |
| 21/3/2005  | 日本     | 高知   | 泥1400 | 地方GIII | 黑船賞             | 58   | 横山典弘 | 9    | 12   | 9    | 1:31.0   | 礦之選                 |
| 15/5/2005  | 新加坡   | 克蘭芝 | 草2000 | GI       | 新加坡航空國際盃   | 57   | 薄奇能   | 6    | 15   | 7    | 記錄缺失 | 永存不朽               |
| 10/10/2005 | 日本     | 盛岡   | 泥1600 | GI       | 一哩冠軍南部盃     | 57   | 横山典弘 | 9    | 14   | 2    | 1:36.9   | 烏托邦                 |
| 3/11/2005  | 日本     | 名古屋 | 泥1900 | 地方GI   | 日本育馬場盃經典賽 | 57   | 横山典弘 | 3    | 12   | 6    | 2:01.7   | 時間悖論               |
| 26/11/2005 | 日本     | 東京   | 泥2100 | GI       | 日本盃泥地大賽     | 57   | 横山典弘 | 7    | 16   | 2    | 2:08.0   | 雷神精靈               |
| 29/12/2005 | 日本     | 大井   | 泥2000 | 地方GI   | 東京大賞典         | 57   | 横山典弘 | 6    | 15   | 2    | 2:03.4   | 三雄判令               |
| 25/1/2006  | 日本     | 川崎   | 泥2100 | 地方GI   | 川崎紀念           | 57   | 柏兆雷   | 9    | 10   | 2    | 2:12.9   | 三雄判令               |
| 19/2/2006  | 日本     | 東京   | 泥1600 | GI       | 二月錦標           | 57   | 柏兆雷   | 9    | 16   | 2    | 1:35.4   | 雷神精靈               |
| 20/9/2006  | 日本     | 船橋   | 泥1800 | 地方GII  | 日本電視盃         | 56   | 武豐     | 6    | 8    | 1    | 1:51.6   | （星之王）             |
| 9/10/2006  | 日本     | 盛岡   | 泥1600 | 地方GI   | 一哩冠軍南部盃     | 57   | 武豐     | 7    | 14   | 4    | 1:36.8   | Blue Concorde          |
| 2/11/2006  | 日本     | 川崎   | 泥2100 | 地方GI   | 日本育馬場盃經典賽 | 57   | 武豐     | 1    | 14   | 2    | 2:16.3   | 時間悖論               |
| 25/11/2006 | 日本     | 東京   | 泥2100 | GI       | 日本盃泥地大賽     | 57   | 武豐     | 7    | 15   | 2    | 2:08.7   | Alondite               |
| 28/12/2006 | 日本     | 大井   | 泥2000 | 地方GI   | 東京大賞典         | 57   | 横山典弘 | 11   | 13   | 3    | 2:04.3   | Blue Concorde          |
| 18/2/2007  | 日本     | 東京   | 泥1600 | GI       | 二月錦標           | 57   | 武豐     | 4    | 16   | 9    | 1:35.6   | Sunrise Bacchus        |
| 27/6/2007  | 日本     | 大井   | 泥2000 | JpnI     | 帝王賞             | 57   | 武豐     | 12   | 15   | 5    | 2:05.1   | Bonneville Record      |
| 31/20/2007 | 日本     | 大井   | 泥2000 | JpnI     | 日本育馬場盃經典賽 | 57   | 横山典弘 | 5    | 16   | 6    | 2:06.2   | 赤兔馬                 |
| 21/11/2007 | 日本     | 浦和   | 泥2000 | JpnII    | 彩之國浦和紀念     | 57   | 武豐     | 5    | 11   | 1    | 2:09.7   | （Loose Limbed）       |
| 29/12/2007 | 日本     | 大井   | 泥2000 | JpnI     | 東京大賞典         | 57   | 横山典弘 | 7    | 15   | 6    | 2:05.1   | 赤兔馬                 |

## 退役後
退役後，尋鑽寶成為了配種馬，於北海道新冠町優駿Stallion Station休養，在2008年進行配種。首批子嗣於2009年出生。首批子嗣可於2010年出賽。2013年3月9日，Safawi在選擇錦標取勝，成為首匹勝出分級賽的子嗣。2014年10月6日，Top Casablanca於智利二千堅尼取勝，成為首匹勝出一級賽的尋鑽寶子嗣。
2009年被輸出至美國，在肯塔基州Hillndale牧場休養。
2011年，開始進行穿梭配種，於北半球的配種季節結束後會前往智利Matansila牧場休養。
2013年再度被轉移陣地，前往佛羅里達州Bridlewood牧場進行配種工作，同時穿梭配種時的休養地亦被改為同樣位於智利的Santa Monica牧場。

### 主要子嗣

#### 一級賽優勝子嗣
粗體字為一級賽
2011年生
- Quasar（ 浦那打吡、 加爾各答打吡、 戈爾康達打吡、 印度草地國際盃、 印度總統金盃、 印度聖烈治錦標）
- Top Casablanca（ 智利二千堅尼、 聖地牙哥賽馬會大賽）
- Sono Bianco Nero（ 選擇錦標、 育馬者大賽、 智利準則大賽）

2012年生
- Rio Allipen（ 智利打吡）

2013年生
- Sarona（ Arturo Lyon Pena錦標）

2016年生
- Lobelus（ 智利馬場大賽）

2018年生
- Vita Da Mamma（ Arturo Lyon Pena錦標、 智利一千堅尼、 Alberto Solari Magnasco錦標）

#### 分級賽優勝子嗣
2010年生
- Safawi（ 選擇錦標、 Juan Cavieres Mella錦標、 Criadores Salvador Hess Riveros大賽、 獨立錦標）

2011年生
- Halek（ 沙圈錦標）

## 血統簡介
父系為美國著名種馬雷貓，爲1990年代最具代表性的種馬之一。祖父雷鳥為加拿大生產的愛爾蘭賽駒，生涯戰績優秀並於2歲賽事中表現出色，曾勝出愛爾蘭國家錦標及杜何斯特錦標等賽事。
母系採珠為美國生產的日本賽駒，生涯戰績優秀，曾勝出NHK一哩賽及紀爾斯大賽，為首匹勝出海外一級賽的日本賽駒。外祖父Seeking the Gold爲美國賽駒，生涯戰績優秀，曾勝出一級賽超級打吡。

### 血統表
| 父線：雷貓系（雷鳥系）       |                                 |               |                |
| 種馬 雷貓 1983年（深棗色）   | 雷鳥 1978年（棗色）             | 北地舞人      | 新北區         |
| 種馬 雷貓 1983年（深棗色）   | 雷鳥 1978年（棗色）             | 北地舞人      | Natalma        |
| 種馬 雷貓 1983年（深棗色）   | 雷鳥 1978年（棗色）             | South Ocean   | New Providence |
| 種馬 雷貓 1983年（深棗色）   | 雷鳥 1978年（棗色）             | South Ocean   | Shining Sun    |
| 種馬 雷貓 1983年（深棗色）   | Terlingua 1976年（栗色）        | 秘書處        | 勇者帝王       |
| 種馬 雷貓 1983年（深棗色）   | Terlingua 1976年（栗色）        | 秘書處        | Somethingroyal |
| 種馬 雷貓 1983年（深棗色）   | Terlingua 1976年（栗色）        | Crimson Saint | Crimson Satan  |
| 種馬 雷貓 1983年（深棗色）   | Terlingua 1976年（栗色）        | Crimson Saint | Bolero Rose    |
| 繁殖雌馬 採珠 1994年（棗色） | Seeking the Gold 1985年（棗色） | 淘金者        | Raise a Native |
| 繁殖雌馬 採珠 1994年（棗色） | Seeking the Gold 1985年（棗色） | 淘金者        | Gold Digger    |
| 繁殖雌馬 採珠 1994年（棗色） | Seeking the Gold 1985年（棗色） | Con Game      | Buckpasser     |
| 繁殖雌馬 採珠 1994年（棗色） | Seeking the Gold 1985年（棗色） | Con Game      | Broadway       |
| 繁殖雌馬 採珠 1994年（棗色） | Page Proof 1988年（深棗色）     | 西雅圖迴旋    | Bold Reasoning |
| 繁殖雌馬 採珠 1994年（棗色） | Page Proof 1988年（深棗色）     | 西雅圖迴旋    | My Charmer     |
| 繁殖雌馬 採珠 1994年（棗色） | Page Proof 1988年（深棗色）     | Barb's Bold   | Bold Forbes    |
| 繁殖雌馬 採珠 1994年（棗色） | Page Proof 1988年（深棗色）     | Barb's Bold   | Goofed         |
| 雌系：Goofed系（號族：17-b） |                                 |               |                |
| 五代內近親交配：天才舞者 5×5 |                                 |               |                |

## 命名由來
名字Seeking the Dia（シーキングザダイヤ）意思為：「尋找鑽石」，繼承自母系採珠的名字，香港則翻譯為「尋鑽寶」。

## 外部連結
- 尋鑽寶 netkeiba.com （页面存档备份，存于）
- 血統表 （页面存档备份，存于）